# Astragalus aspindzicus
Astragalus aspindzicus är en ärtväxtart som beskrevs av Ida P. Mandenova och Leonida S. Chinthibidze. Astragalus aspindzicus ingår i släktet vedlar, och familjen ärtväxter. Inga underarter finns listade i Catalogue of Life.